# Chetpet
Chetpet là một thị xã panchayat của quận Tiruvanamalai thuộc bang Tamil Nadu, Ấn Độ.

## Nhân khẩu
Theo điều tra dân số năm 2001 của Ấn Độ, Chetpet có dân số 17.786 người. Phái nam chiếm 50% tổng số dân và phái nữ chiếm 50%. Chetpet có tỷ lệ 69% biết đọc biết viết, cao hơn tỷ lệ trung bình toàn quốc là 59,5%: tỷ lệ cho phái nam là 77%, và tỷ lệ cho phái nữ là 61%. Tại Chetpet, 10% dân số nhỏ hơn 6 tuổi.